# Vlag van Nevada
De vlag van Nevada is sinds 1991 de officiële vlag van de staat. Voorafgaand aan dat jaar heeft Nevada drie andere vlaggen gehad. De huidige vlag heeft volgens artikel NRS 235.020 van de wetgeving van Nevada een kobaltblauwe achtergrond. Linksboven bevindt zich een krans bestaande uit twee takken van de alsem, de officiële plant van Nevada, die elkaar bij de stengels kruisen. In het midden van de krans bevindt zich een vijfpuntige zilveren ster met daaronder in geelgouden letters geschreven "Nevada". Boven de ster bevindt zich een goudgele rol, die de krans aanraakt, met daarop in zwarte letters geschreven "Battle Born".

## Geschiedenis
In 1905, ruim veertig jaar na de toetreding van Nevada tot de Verenigde Staten, werd de vlag van Nevada wettelijk vastgesteld. De vlag was ontworpen door gouverneur John Sparks en door kolonel Henry Day, die eveneens behoorde tot het personeel van de gouverneur. De vlag had dezelfde blauwe kleur als de vlag van de Verenigde Staten en centraal op de vlag stond "Nevada", daarboven "Silver" en daaronder "Gold". Dat waren destijds de bekendste mineralen die in Nevada gewonnen werden. De 36 sterren op de vlag symboliseerden het feit dat Nevada de 36e staat was die zich aansloot bij de Verenigde Staten. Zover bekend bestaat er geen origineel exemplaar meer van de eerste vlag.

De eerste vlag van Nevada (1905-1915)

In 1915 kwam er dankzij een verandering in de wet een nieuwe officiële vlag. De vernieuwde vlag was ontworpen door Clara Crisler en had eveneens dezelfde blauwe kleur als de vlag van het de Verenigde Staten. In het midden van de vlag bevond zich het wapen van Nevada met daarboven de naam "Nevada". Onder het wapen stond "All For Our Country", het motto van Nevada, en om het geheel heen stonden net als bij de vorige vlag 36 sterren. De sterren boven het wapen waren goudgeel en onder het wapen zilver om net als bij de eerste vlag te verwijzen naar de bekende mineralen uit het gebied. De bedoeling van de vernieuwde vlag was om meer representatief te zijn voor Nevada. Een van de originele exemplaren van de vlag bevindt zich tegenwoordig in het Nevada State Museum in Carson City.

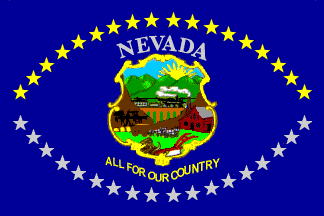
De vlag tussen 1915 en 1929

In 1926 kwam de luitenant-gouverneur van Nevada, Maurice Sullivan, tot de conclusie dat de vlag weinig werd gebruikt vanwege de hoge kosten ervan; de vlag maakte namelijk gebruik van een ingewikkeld ontwerp en veel verschillende kleuren. Daarom werd in juni 1926 een wedstrijd aangekondigd om een nieuwe vlag te ontwerpen om zo ervoor te zorgen dat met name in scholen de vlag meer zou worden gebruikt. De winnaar van de wedstrijd zou een geldbedrag van $25,- ontvangen. De winnende vlag was ontworpen door Don Louis Shellback III, maar de vlag werd in 1927 niet goedgekeurd. Uiteindelijk werd de nieuwe vlag op 21 maart 1929, nadat senator William Dressler het wetsvoorstel had aangedragen, alsnog door de Senaat van Nevada goedgekeurd. De wet werd echter door het lagerhuis afgekeurd, omdat het Education Committee erop wees dat de vlag niet de naam van de staat bevatte. Cada C. Boak stelde vervolgens in de Senaat voor om de letters rond de ster te plaatsen, maar het voorstel van het lagerhuis werd door de Senaat afgekeurd. Er werd uiteindelijk een compromis gesloten die door zowel het hoger- als het lagerhuis werd goedgekeurd, waarbij de naam "Nevada" onder de krans zou staan. De wet werd op 26 maart ondertekend door gouverneur Fred Balzar. Uiteindelijk kwam de compromis door een fout niet in de wet terecht met als gevolg dat de letters toch om de ster heen werden geplaatst, zoals het aanvankelijke voorstel van Cada C. Boak luidde.

De vlag tussen 1929 en 1991

Het ontwerp was vergeleken met de oude vlag zeer verschillend. De vernieuwde kobaltblauwe vlag had daarentegen wel veel gemeen met de huidige vlag van Nevada. Linksboven stonden twee takken van de alsem die elkaar bij de stengels kruisten en samen een krans vormden. In het midden van de krans stond een ster met daaromheen de naam "Nevada"; de N stond boven de ster en de andere letters tussen de punten van de vijfpuntige ster. Boven de krans bevond zich een rol waarop "Battle Born" stond, wat verwijst naar het feit dat Nevada toetrad tot de Verenigde Staten tijdens de Amerikaanse Burgeroorlog.
In 1989 ontdekte wetsonderzoeker Dana Bennett dat er niet aan die compromis was gehouden en dat werd bevestigd door Guy Rocha van de State Archives and Records. In 1991 introduceerde William Raggio een wetswijziging, waarbij de originele compromis zou worden hersteld en waarbij de naam "Nevada" onder de krans zou worden geplaatst in plaats van om de ster heen. Ook wees Terry Sullivan, de voorzitter van de General Services, op tekortkomingen in de wet. De wet werd uiteindelijk op 8 juni 1991 goedgekeurd door de Senaat van Nevada, maar er werd besloten de naam tussen de krans en de ster te plaatsen. De gewijzigde wet trad in werking op 1 oktober van dat jaar.

## Wet
In artikel NRS 235.020 is het uiterlijk van de vlag als volgt vastgesteld:

The official flag of the State of Nevada is hereby created. The body of the flag must be of solid cobalt blue. On the field in the upper left quarter thereof must be two sprays of Sagebrush with the stems crossed at the bottom to form a half wreath. Within the sprays must be a five-pointed silver star with one point up. The word “Nevada” must also be inscribed below the star and above the sprays, in a semicircular pattern with the letters spaced apart in equal increments, in the same style of letters as the words “Battle Born.” Above the wreath, and touching the tips thereof, must be a scroll bearing the words “Battle Born.” The scroll and the word “Nevada” must be golden-yellow. The lettering on the scroll must be black-colored sans serif gothic capital letters.

Voorafgaand aan de wetwijziging in 1991 luidde de wet als volgt:

The official flag of the State of Nevada is hereby created, to be designed of the following colors, with the following lettering and devices thereon: the body of the flag shall be of solid cobalt blue. On the field in the upper left quarter thereof shall be two sprays of sagebrush with the stems crossed at the bottom to form a half wreath. With the sprays shall be a five-pointed silver star with one point up. The word “Nevada” shall also be inscribed within the sprays, and shall be inscribed, in the same style of letters as the words “Battle Born” and shall be inscribed in the following manner: Beginning at the upper point shall appear the letter “N,” the others letters shall appear equally spaced between the points of the star. Above the wreath, and touching the tips thereof, shall be a scroll bearing the words “Battle Born”; the scroll shall be golden-yellow, and the lettering thereon black-colored roman capital letters.